# Kill ’Em All
A Kill ’Em All a Metallica amerikai heavy metal zenekar első albuma, 1983-ban jelent meg. Ezt az albumot tartják sokan az első valódi thrash metal albumnak. A lemezen erősen érezhetők a Metallica együttesre hatást gyakorló más zenekarok, mint például a Motörhead, vagy a Venom.  A zenekarból ekkorra már eltávolított Dave Mustaine négy dalban is közreműködött dalszerzőként. A "Four Horsemen" eredeti verzióját később saját zenekara, a Megadeth bemutatkozó albumára is felvette "Mechanix" néven.
A lemezt 2017-ben a Rolling Stone magazin a Minden idők 100 legjobb metalalbuma listáján a 35. helyre rangsorolta.

## Történet
1983 tavaszán New Yorkba utaztak Jon Zazula hívására. Zazula egy „Rock and Roll” című lemez bolt tulajdonosa volt, aki Marsha nevű feleségével egyetemben felajánlott az együttes számára 1500 dollárt, hogy felvehessék a demók révén már sokak által követelt első nagylemezt. 1983 áprilisában a The Rods társaságában bonyolítottak le egy miniturnét. Dave Mustaine-t azonban április 11-én kirúgták az együttesből. Mustaine-től főleg nehezen elviselhető természete miatt váltak meg, melyet tovább súlyosbított rendszeres drog- és alkoholfogyasztása is. Ilyenkor állandóan kötekedett, sőt verekedett is társaival, de egy brooklyni koncert előtt súlyosan inzultálta Adrian Vandenberget, aki a későbbi Whitesnake gitárosaként lett ismert. Helyére Joe Satriani tanítványa, az Exodus akkori gitárosa, Kirk Hammett került. Mustaine a mai napig nem tudta túltenni magát kirúgásán, így a későbbiekben is gyakran tett negatív megjegyzéseket egykori társaira. Főleg Hammettre volt dühös, mivel elmondása szerint olyan számok által lett népszerű gitáros, melyeket még ő írt. Mustaine 1983-ban megalapította saját zenekarát, a Megadethet, amely a thrash metal egyik legsikeresebb zenekara lett. Az együttes 1985-ben megjelent debütáló albumán (Killing Is My Business… and Business Is Good!) hallható Mechanix számot Mustaine elmondása szerint a Metallica „ellopta” tőle, és The Four Horsemen címmel jelent meg a Metallica első albumán. Hetfield elmondása szerint mielőtt lemezre vették volna Mustaine egykori dalát, előtte alaposan megváltoztatták. A Metallica első koncertjét Hammett-tel 1983. április 16-án adta a doveri The Showplace klubban.
Közel egy hónappal később, május 10-én, bevonultak a rochesteri Music America stúdióba, hogy felvegyék első lemezüket. A producer Paul Curcio és Johny Zazula volt, a felvételek pedig – keveréssel együtt – május 27-ig zajlottak. A keverés során akadtak gondok, ugyanis Curcio és Chris Bubacz hangmérnök telepakolták az anyagot fura effektekkel, visszhangokkal. A szorító idő miatt az együttes ezek ellen már nem tiltakozott, de a későbbiekben nem engedték senkinek, hogy beleszóljon a hangzásukba. Az 1982-es San Franciscó-i koncertfelvételük után a Metal up your Ass címet tervezték a készülődő lemeznek, a borítóját pedig egy vécékagylóból kinyúló és machetét tartó kéz díszítette volna. Egy ilyen borítójú és című albumot azonban minden terjesztő visszautasított. Mire Burton ezt meghallotta, annyit mondott, hogy: Ezek a kibaszott szemetek, öljük meg mind! A mondat nyomán Kill ’Em All lett az album címe, a borítót pedig egy vértócsában heverő kalapács díszítette. Az album 1983. július 16-án jelent meg Johnny Zazula Megaforce kiadójánál. Európában a Music for Nations terjesztette az albumot. Az első körben mindössze 1500 példány készült a lemezből, mely percek alatt elfogyott, de a következő 3500 darab is elkelt pár nap leforgása alatt. Kirk Hammett szerint viszont ez csak legenda, mert véleménye szerint 15 000 volt az indító példányszám. Kislemezként a Whiplasht és a Jump in the Fire-t adták ki a lemezről. A kiadványon több dal is szerepel a korábbi demókról, Mustaine négy dalban is szerepel mint szerző.

## Dalok
1. Hit The Lights (Hetfield, Ulrich) – 4:17
2. The Four Horsemen (Hetfield, Ulrich, Mustaine) – 7:08
3. Motorbreath (Hetfield) – 3:03
4. Jump In The Fire (Hetfield, Ulrich, Mustaine) – 4:50
5. (Anesthesia) Pulling Teeth (Burton) – 4:14
6. Whiplash (Hetfield, Ulrich) – 4:06
7. Phantom Lord (Hetfield, Ulrich, Mustaine) – 4:52
8. No Remorse (Hetfield, Ulrich) – 6:24
9. Seek & Destroy (Hetfield, Ulrich) – 6:50
10. Metal Militia (Hetfield, Ulrich, Mustaine) – 5:11

## Közreműködők
- James Hetfield – Gitár, Ének
- Lars Ulrich – Dob
- Cliff Burton – Basszusgitár
- Kirk Hammett - Gitár (szólók)
- Dave Mustaine – (dalszerzés)
- Jon Zazula – Producer
- Paul Curcio – Producer
- Chris Bubacz – Hangmérnök
- Andy Wroblewski – Segédhangmérnök
- Bob Ludwig – Maszterelés